# От този момент
«От този момент» (рус. С этого момента) — песня болгарской поп-фолк-певицы Герганы. Песню написали композитор под псевдонимом Оцко и поэтесса-песенник Лора Димитрова. Незадолго до премьеры певица опубликовала на официальной странице в Фэйсбуке трейлер песни. Песня заняла первые места в хит-парадах на портале Сигнал.бг и на Радио Веселина.

## Видеоклип
Видеоклип снимали в Софии. Режиссёром видеоклипа выступил Люси. Певица поделилась, что ведущая идея проекта её в том, что каждый должен найти силы в себе и идти вперед, даже после тяжелых моментов
В начале клипа появляется эпиграф:

Женщина может любить тебя, как он будет твоим любимым навсегда ...
Но не может уйти, как он никогда не был здесь и не был твоим никогда ...
Оригинальный текст (болг.)една жена може да те обича така, сякаш ще бъде тук и твоя завинаги ... но може и да те остави така, сякаш никога не е била тук и никога не е била твоя

## Чарты
| Чарт (2013)                | Место |
| -------------------------- | ----- |
| Планета Топ 20             | 12    |
| Веселина Топ 10            | 1     |
| 50-те най - Сигнал.бг      | 1     |
| Попфолк Хит - Сигнал.бг    | 1     |
| Видео Топ 20 - Сигнал.бг   | 1     |
| Поп-фолк чарт - meloman.bg | 4     |